# Arteriovenøs Malformation
Arteriovenøs Malformation (AVM) er en abnorm forbindelse mellem arterier og vener, således at der er abnorme forbindelser mellem arterier (pulsårer, der fører iltet blod) og vener (blodårer der fører uiltet blod) i hjernen. Den hyppigste misdannelse er, at blodårerne danner et fintmasket net af små rør med meget tynd væg. Misdannelserne er oftest medfødte og dannes allerede i menneskets fosterstadie , AVM'er varierer meget i størrelse og udformning. De ses hyppigere hos mænd end kvinder.
Misdannelser af hjernens blodårer giver symptomer enten som følge af, at blodet ikke kan komme igennem blodårerne, eller som følge af at blodet ledes en forkert vej igennem blodårerne, så nogle blodårer ikke gennemstrømmes af blod. Begge dele resulterer i, at en del af hjernen ikke får ilt og næringsstoffer nok. De misdannede blodårer er desuden mere skrøbelige end normale blodårer, således at der er stor risiko for, at de brister og kan forårsager hæmorrhagia cerebri.

## Symptomer
Symptombilledet kan opdeles i to kategorier: 
1. Den ikke-blødende AVM.
2. Den blødende AVM.

### Den ikke-blødende AVM
En støre del patienter med AVM oplever dog ingen, eller ganske få, betydelige symptomer, og malformationen opdages oftest i forbindelse med urelaterede undersøgelse. De mest almindeligt forekommende symptomer er som følger
- Hovedpine.[3]
- anfald i vekslende grad, henderunder epileptiske anfald[3]
- Smerter.[3]
- Tiltagende svaghedfornemmel
- En susen lyd (bruit), der kan høres på undersøgelse af kraniet med et stetoskop eller kan være hørbar, hvis du har en AVM.[3]
- Hovedpine.[3]
- tiltagende svaghed eller følelsesløshed.[3]

### Den blødende AVM
- Pludselig, svær hovedpine.
- Svaghed, følelsesløshed eller lammelse.
- Synstab.
- Talebesvær.
- Manglende evne til at forstå andre.
- Svær ustabilitet

## Behandling
Tekst mangler, hjælp os med at skrive teksten